# Ptychadenidae
Ptychadenidae là một họ động vật lưỡng cư trong bộ Anura. Họ này có 51 loài.

## Hình ảnh

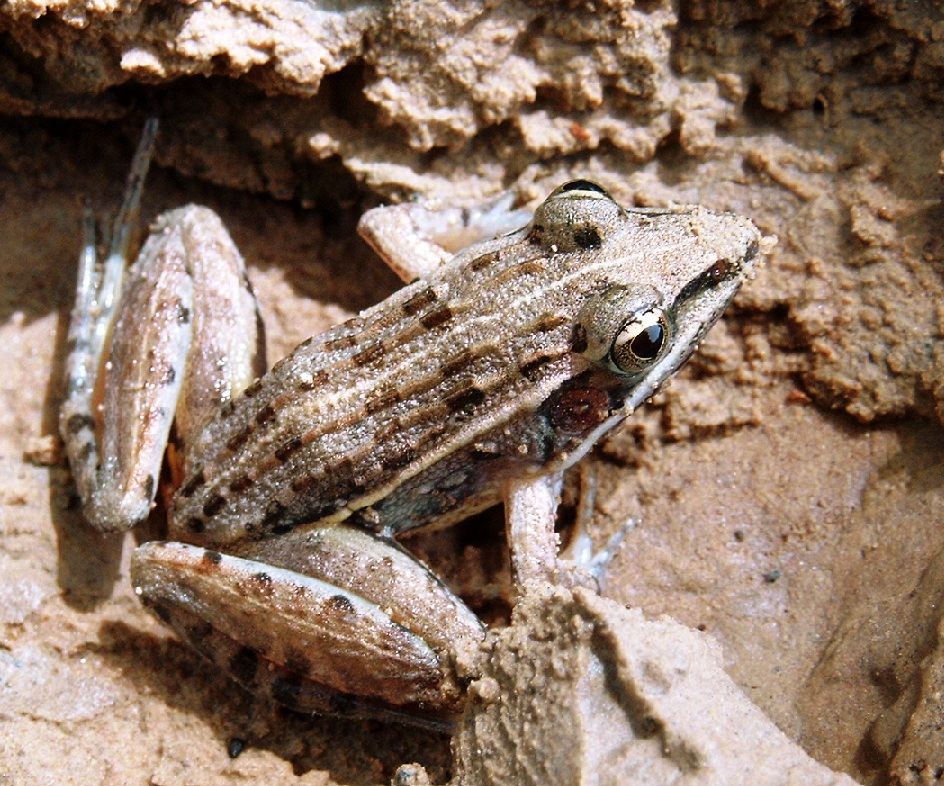

## Phân loại học
Họ Ptychadenidae gồm các chi sau:
- Hildebrandtia Nieden, 1907
- Lanzarana Clarke, 1982
- Ptychadena Boulenger, 1917